# U Sbiru

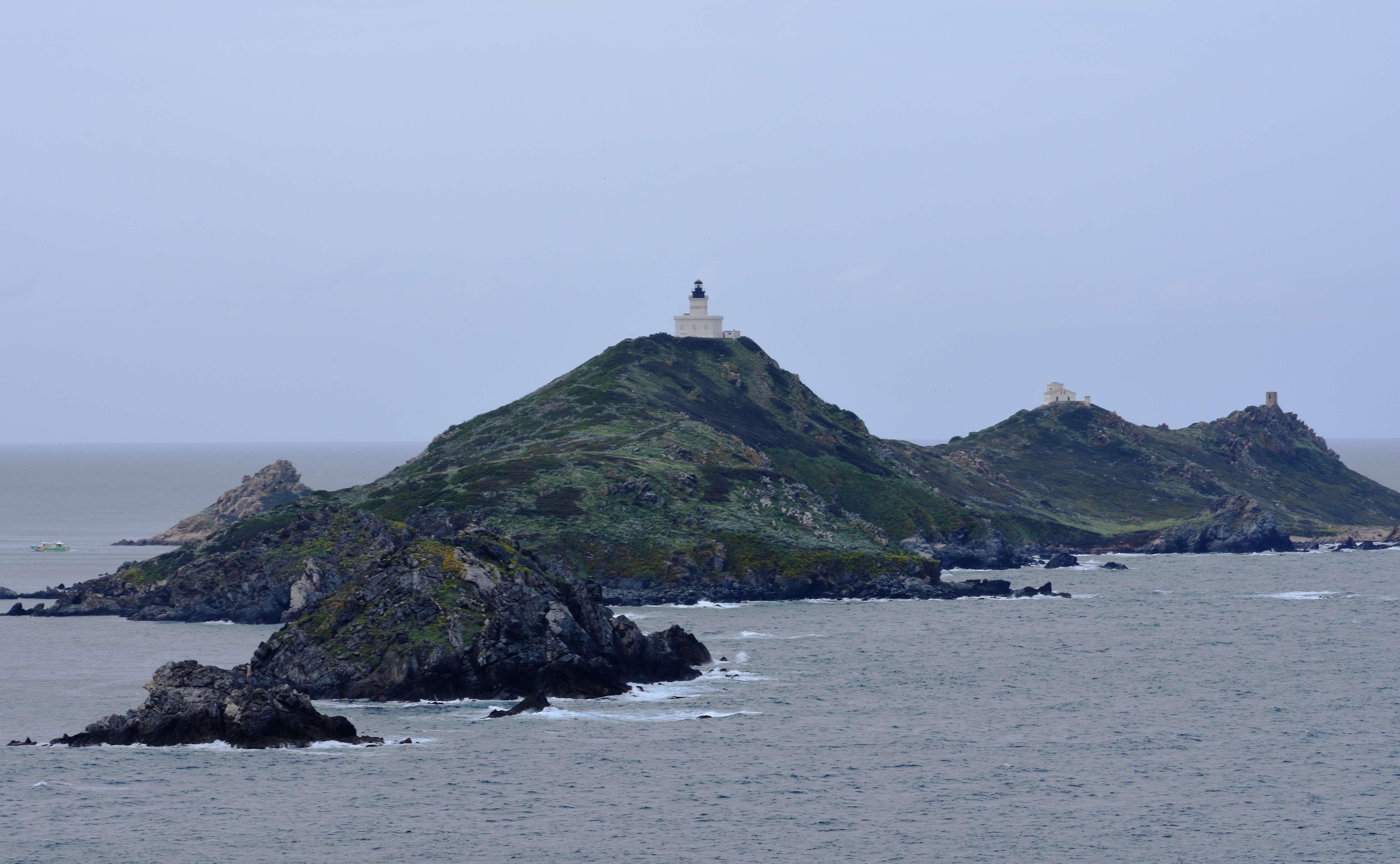
U Sbiru (links im Vordergrund), Blick von Norden

U Sbiru ist eine kleine zu Frankreich gehörende unbewohnte Insel im Mittelmeer.
Sie liegt etwa 900 Meter vor der Westküste Korsikas und gehört zum Gebiet der Stadt Ajaccio. Der aus rotem Porphyrgestein bestehende kahle Felsen gehört zur Inselgruppe Îles Sanguinaires. U Sbriu hat einen Durchmesser von etwa 50 Metern und erreicht eine Höhe von 13 Metern. U Sbiru liegt zwischen den etwas größeren Inseln Île de l’Oga im Südwesten und der etwas weiter entfernten Île de Porri im Nordosten. Die Inselgruppe ist als Naturschutzgebiet ausgewiesen. 